# Dante Basco
 (avril 2025).
Si vous disposez d'ouvrages ou d'articles de référence ou si vous connaissez des sites web de qualité traitant du thème abordé ici, merci de compléter l'article en donnant les références utiles à sa vérifiabilité et en les liant à la section « Notes et références ».
Dante Basco est un acteur, réalisateur et producteur américain, né le 29 août 1975 à Pittsburg (Californie).

## Biographie
Dante Basco est un acteur américain, danseur et poète d’origine philippine né à Pittsburg aux États-Unis, dans l'État de Californie. Il est le frère de Darion Basco, Derek Basco, Dion Basco et Arianna Basco et l'oncle de Ella Jay Basco. Durant ses jeunes années, il faisait partie d’un groupe de breakdancers. Il a commencé à jouer dans des films à la fin des années 1980. Il est apparu dans Moonwalker en interprétant le rôle de Romeo et a ainsi tenu plusieurs rôles secondaires mais c’est en 1991, en tenant le rôle de Rufio, le chef des enfants perdus dans le film d’action de Steven Spielberg, Hook ou la Revanche du capitaine Crochet (Hook), aux côtés de Robin Williams, Dustin Hoffman et Julia Roberts, que sa carrière a décollé. Il a pris des cours de musique et de théâtre au Orange County High School of the Arts en Californie et obtient son diplôme en 1993. Il a notamment interprété le rôle de Ramos dans le film Dance With Me aux côtés d’Antonio Banderas et Jenna Dewan en 2006 et a également prêté sa voix pour de nombreuses animations comme pour le personnage de Zuko dans Avatar, le dernier maître de l'air mais aussi dans des jeux vidéo comme Saints Row ou encore le personnage de Shingo dans Skate, Skate 2 et Skate 3.
En 2014, il fait une apparition dans deux vidéos du Nostalgia Critic. Dante Basco apparaît aussi dans le clip Geekin Out de Push Button Monkeys.

## Filmographie
Sauf indication contraire, les informations mentionnées dans cette section peuvent être confirmées par les bases de données cinématographiques  présentes dans la section « Liens externes ».

### Comme acteur
- 1984 : Santa Barbara (série télévisée) : Amado
- 1988 : Les Routes du paradis (série télévisée) : Champ Hopkins
- 1988 : Moonwalker
- 1989 : 15 and Getting Straight (téléfilm) : Luis
- 1990 : Cold Dog Soup (en) d'Alan Metter : Chinese Boy
- 1991 : L'Arme parfaite (The Perfect Weapon) : Jimmy Ho
- 1991 : L'Arme secrète (The Hit Man) : Pauly
- 1991 : Hook ou la Revanche du capitaine Crochet (Hook) : Rufio, chef des Enfants perdus
- 1995 : Dingo et Max (A Goofy Movie) : voix additionnelles (voix)
- 1995 : North Star : La Légende de Ken le Survivant (Fist of the North Star) : Bat
- 1995 : Alien Nation: Body and Soul (en) (téléfilm) : Trash #2
- 1996 : Gangstaz : Mario
- 1997 : Fakin' Da Funk (en) de Tim Chey (en) : Julian Lee
- 1997 : Émeutes à Los Angeles (Riot) (téléfilm) : (segment Gold Mountain)
- 1998 : Sinbad: The Battle of the Dark Knights : Prince Hong
- 1998 : Lion's Den de Rick Gough : Lead
- 1999 : But I'm a Cheerleader de Jamie Babbit : Dolph
- 1999 : Undressed (série télévisée), saison 1 : Jake
- 2000 : The Debut (en) de Gene Cajayon : Ben Mercado
- 2000 : Rave (en) de Ron Krauss : Jay Hoon
- 2001 : Défi extrême (en) (Extreme Days) de  Eric Hannah : Corey Ng
- 2002 : The Chang Family Saves the World (téléfilm)
- 2003 : Naked Brown Men : Dante
- 2003 : Biker Boyz de Reggie Rock Bythewood (en) : Philly
- 2003 : L'Amour n'a pas de prix (Love Don't Cost a Thing) de Troy Beyer (en) : Spoken Word Artist
- 2005-2008 : Avatar, le dernier maître de l'air (série d'animation) : Zuko (voix)
- 2006 : Entourage (série télévisée) : Fukijama
- 2006 : Dance with Me (Take the Lead) de Liz Friedlander : Ramos
- 2009 : Blood and Bone de Ben Ramsey (en)

### Comme réalisateur
- 2003 : Naked Brown Men

### Comme producteur
- 2003 : Naked Brown Men